# D-Link
Die D-Link Corporation (chinesisch 友訊科技, Pinyin Yǒuxùn Kējì – „freundliche Signaltechnik“) ist ein Hersteller von Geräten der Netzwerktechnik.

## Geschichte

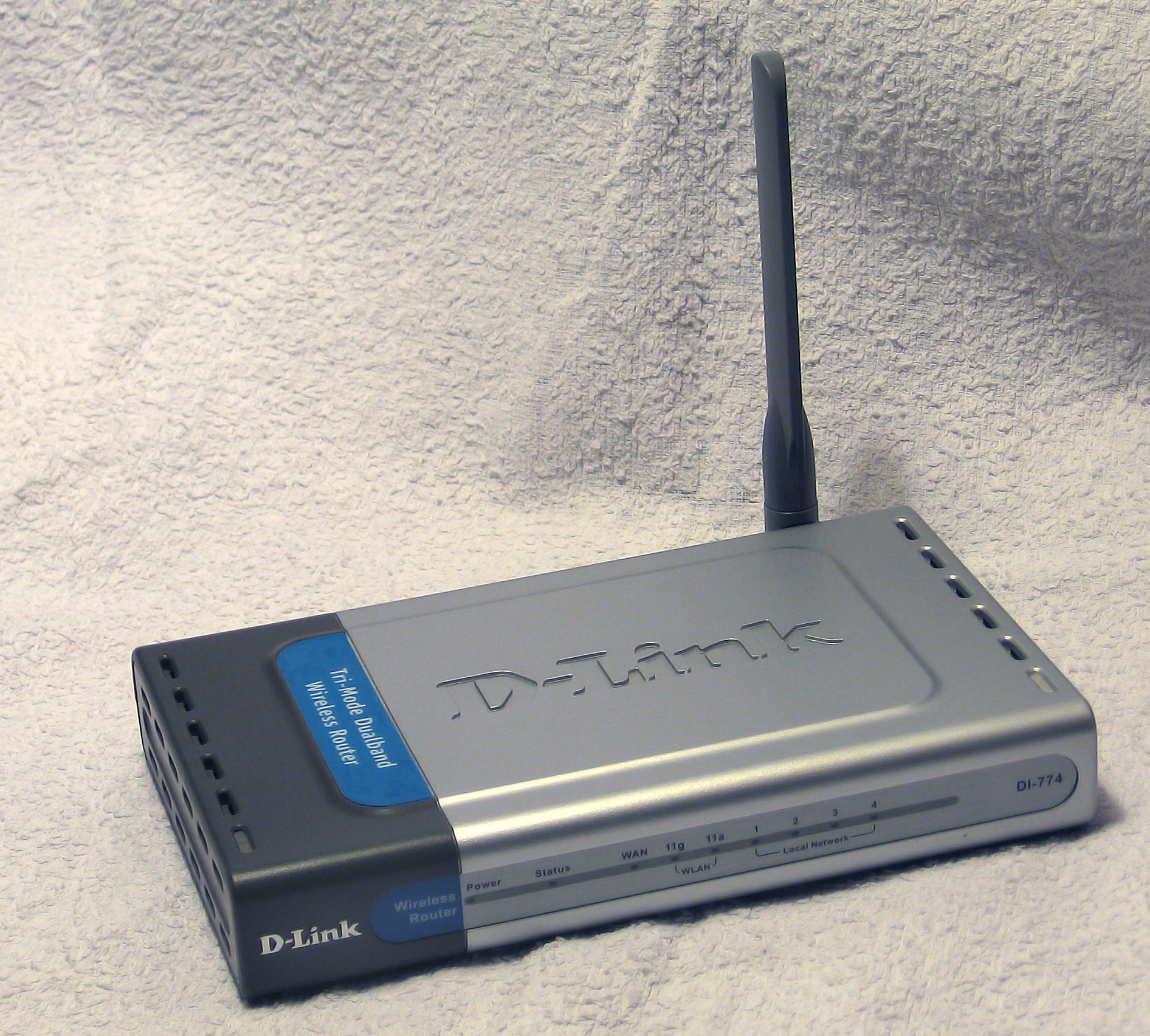
DI-774 WLan-Router

Das Unternehmen wurde 1986 als Datex Systems Inc. von Ken Kao in Taipeh, Taiwan, gegründet, wo sich auch der Firmenhauptsitz befindet. Im Jahr 1987 brachte das Unternehmen seine erste Netzwerkkarte auf den Markt, im Jahr 1989 eigene integrierte Schaltungen und im Jahr 1990 seinen ersten Hub, jeweils für Ethernet. Seinen ersten Router brachte das Unternehmen im Jahr 1996 auf den Markt, seine ersten Erzeugnisse mit WLAN oder Bluetooth im Jahr 2001. Im Jahr 2007 wurde es Hersteller von Mobiltelefonen und im Jahr 2008 Vertriebspartner von Netzwerkspeicher. Zu Beginn der 2010er Jahre entstand der Umsatz von D-Link zu über einem Drittel durch die Sparte Funktechnik, gefolgt von einem knappen Drittel durch Switches und jeweils einem Sechstel durch Breitband- und Heimelektronik.
Nach dem Tod von Ken Kao im April 2008 übernahm Tony Tsau am 1. Juli 2008 den Vorsitz bei D-Link. Im September 2011 wurde Roger Kao CEO der D-Link Corporation. Als Präsident ist A.P. Chen seit 2011 tätig.
Neben D-Link in Taipeh ist die Tochtergesellschaft D-Link India Limited in Mumbai an Börsen notiert. D-Link ist mit rund drei Dutzend Niederlassungen auf sechs Kontinenten vertreten. Die erste Niederlassung in Europa wurde im Jahr 1989 eröffnet und zielte ursprünglich auch auf Nordamerika. D-Link Europe Ltd. ist in London angesiedelt. Im Jahr 1991 eröffnete das Unternehmen eine Niederlassung in Deutschland und benannte sich im Jahr 1992 von Datex Systems in D-Link um. Die D-Link (Deutschland) GmbH in Eschborn verantwortet Deutschland, Österreich und die Schweiz. In Wien und Zürich hat das Unternehmen zusätzliche Vertriebsbüros. Seit September 2003 ist die Entwicklungsabteilung von D-Link als separates börsennotiertes Unternehmen Alpha Networks ausgegliedert und zum Fertigungsbetrieb mit rund 6.000 Mitarbeitern angewachsen.

## Sicherheitsproblematik
Mitte Oktober 2013 wurde in der Firmware einiger Router von D-Link eine Backdoor ohne Kennwort bekannt, offen zum Fernzugriff für jeden Webbrowser mit spezieller Kennung, die leicht einstellbar ist.
Diese Sicherheitslücke war leicht im Maschinencode zu finden und betraf tausende Router im Internet.
Ursprünglich sagte D-Link eine Abhilfe für Ende Oktober zu,
konnte sie aber erst Anfang Dezember 2013 zur Verfügung stellen.
Anfang Oktober 2016 wurde bekannt, dass im UMTS-/LTE-Router D-Link DWR-932 Version B zu diesem Zeitpunkt eine ganze Anzahl von schwerwiegenden Sicherheitslücken vorhanden war. Dazu gehörten unter anderem SSH-Admin-Konten mit Standardpasswörtern. D-Link soll seit Mitte Juni 2016 von den Schwachstellen gewusst haben, hat aber erst Mitte Oktober 2016 Patches zur Verfügung gestellt.
Im September 2017 veröffentlichte der Sicherheitsforscher Pierre Kim zahlreiche kritische Sicherheitslücken in D-Links WLAN-Router DIR-850L. Firmwareupdates wurden für die zweite Septemberhälfte angekündigt.
Im September 2019 wurden weitere gravierende Sicherheitslücken in vier D-Link-Routern veröffentlicht. D-Link stellte aufgrund des EOL-Status der Geräte keine Updates bereit und empfiehlt seinen Kunden, die betroffenen Router zu ersetzen.